# Трахтемиров (региональный ландшафтный парк)
"Трахтемиров" (укр. Трахтемирів) — региональный ландшафтный парк, расположенный на территории Мироновского района (Киевская область) и Каневского района (Черкасская область) (Украина).
Площадь — 10 711,2 га.

## История
Региональный ландшафтный парк был создан решением Киевского областного совета от 17 февраля 2000 года № 16-10-ХХШ и решением Черкасского областного совета от 26 февраля 2000 года № 14-14, после решения Общих сборов АТЗТ «Аграрно-экологического объединения „Трахтемиров“ № 14 от 11.10.1999 года. На территории регионального парка расположен ранее созданный государственный историко-культурный заповедник Трахтемиров (площадь 590 га, создан Постановлением Кабинета министров Украины от 01.07.1994 года № 446 и решением облисполкома от 09.08.1994 года № 3).
Согласно обследованию парка дружиной охраны природы „Зубр“ в 2014 году, в парке регулярно нарушается заповедный режимː ведение охоты, езда на транспорте наземном и водном, рубка деревьев, разжигание костров и загрязнение мусором.

## Описание
Природоохранный объект создан с целью охраны природных комплексов лесостепи и объектов историко-культурного наследия на правобережье Днепра (Каневского водохранилища). Парк занимает Трахтемировский полуостров и расположен на территории Малобукринского и Грушевского сельсоветов, что на крайнем северо-востоке Мироновского района, и Григоровского сельсовета, что на крайнем севере Каневского района. На территории Мироновского района парк занимает квадраты 1-3, 7-11, 22-48 Ходоровского лесничества. Охотничье хозяйство на территории Каневского района закреплены за АТЗТ "АЭО «Трахтемиров», решением Черкасского облсовета «Про зміни до рішення обласної ради від 05.06.1997 № 12-5 „Про закріплення мисливських угідь“ від 26.12.1997 № 14-5» (Про закрепление охотничьих угодий). В период 2000—2014 года парк на территории Черкасской области представлял собой охотничье хозяйство закрытого типа, сейчас вход свободный.
На территории парка, а именно историко-культурного заповедника, расположено 81 археологический, 9 исторических и 9 природоведческих памятников, среди которых скифское городище, гетманская столица, город времён Киевской Руси Заруб) и развалины Трахтемировского монастыря.
Ближайший населённый пунктː Ромашки, Малый Букрин, Великий Букрин — села на территории парка в Киевской области, Трахтемиров, Луковица, Григоровка — в Черкасской области; города Канев и Ржищев.

## Природа
Ландшафт парк представлен возвышенным правым берегом Днепра, расчленённым ярами и балками.
Растительность представлена лугово-степными и лесными формациями. Широколиственные леса представлены доминирующими дубом и сосной, в меньшей мере грабом, а также присутствуют такие виды как вяз, осина, ясень, клён, берёза, акация, ива, ольха. Для закрепления яров были высажены робиния ложноакациевая (акация белая), сосна обыкновенная, вяз гладкий, дуб обыкновенный, дуб красный, липа сердцелистная, карагана древовидная (акация жёлтая). Леса в парке высажены человеком (антропогенного происхождения) и их возраст менее 50 лет. В парке есть небольшие участки заболоченных ольховых лесов и на возвышенностях зональных луговых степей. Луговые степи представлены доминирующими видами ковыль-волосатик, овсяница овечья, тонконог узколистый и другие.
Виды, занесённые в Красную книгу Украиныː горностай, барсук, выдра, подольский слепыш; орлан-белохвост, филин, журавль серый, краснозобая казарка; обыкновенная медянка; дыбка степная; махаон, подалирий, люцина, голубянка дафнис, пестрянка лета, медведица четырёхточечная, абия блестящая, сколия-гигант, гигантский ктырь, жук-олень.